# Claus Zieschank
Claus Zieschank o  "Claudio Zieschank" o Klaus Zieschank fue un estudiante germano argentino secuestrado, desaparecido, torturado y asesinado en manos de las Fuerzas Armadas argentinas durante el Proceso de Reorganización Nacional (1976-1983). Fue secuestrado el 26 de marzo de 1976 en la Provincia de Buenos Aires, y de acuerdo a información que se ha obtenido en el marco de la causa judicial nro. 2637/04 del registro del Juzgado Nacional en lo Criminal y Correccional Federal nro. 3, a cargo del Juez Daniel Rafecas, fue trasladado al centro de detención ubicado en Bacacay 3570 de la Ciudad de Buenos Aires, en donde fue sometido a torturas. Fue sacado del centro de detención clandestina para su posterior homicidio, siendo su cuerpo hallado el 27 de mayo de 1976, en la Ribera del Río de la Plata. Su secuestro, tortura y homicidio, estuvo a cargo de los mismos perpetradores que actuaron luego en el centro de detención denominado "Automotores Orletti", ubicado en la misma manzana en la cual se asentara "Bacacay". Los avances en la investigación, permitieron imputar a quienes fueron responsables de los crímenes. 

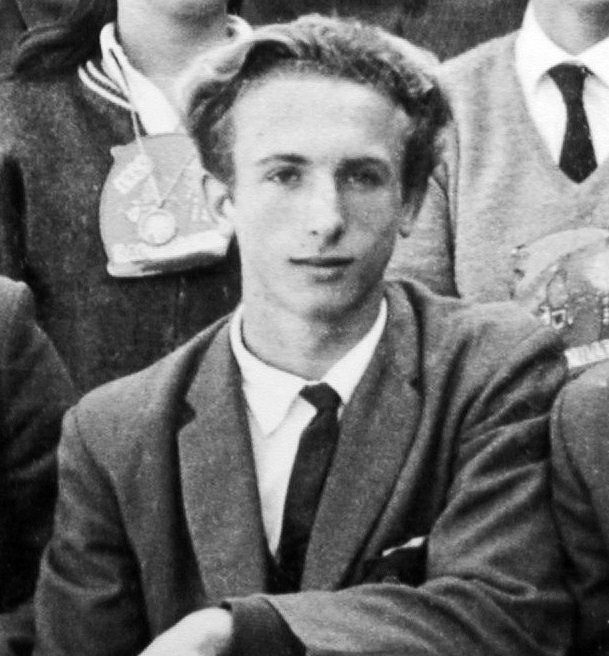
Claus Zieschank

Hijo de alemanes, entre 1972 y 1976 obtuvo una beca y se trasladó a Alemania para estudiar en la Universidad Técnica de Múnich. Allí se destacó como muy activo en los grupos de solidaridad con América Latina, que denunciaban la política totalitaria y las violaciones a los derechos humanos por parte de la Dictadura Militar del general Augusto Pinochet en Chile.

## Biografía
Nació el 10 de diciembre de 1951 en Argentina. Estudió en Escuela Hindenburg de Eldorado, Provincia de Misiones, donde su madre ha estado a cargo de crear y dirigir el Jardín de Infantes. Descendiente de pioneros de la localidad de Eldorado, Provincia de Misiones, donde una calle lleva el nombre de su abuelo, que fue el primer médico de esa ciudad. Tras terminar su bachillerato en Buenos Aires, se trasladó a Alemania con una  becado para estudiar ingeniería mecánica. A principios de marzo de 1976 Claus Zieschank regresó a la capital argentina con el fin de visitar a su madre que vivía allí y realizar sus prácticas pre-profesionales en la fábrica de pistones y autopartes Buxton. En sus viajes de visita a Argentina llevaba dinero donado por los estudiantes alemanes para entregárselos a grupos de chilenos perseguidos por Pinochet, de tal manera que pudieran salvar su vida.
El 26 de marzo de 1976, dos días después del Golpe de Estado de los generales argentinos, Zieschank fue secuestrado por personas fuertemente armadas que lo esperaban en la puerta de la empresa Buxton con cuatro autos Ford Falcon, y que se lo llevaron con rumbo desconocido. Varios trabajadores de la firma Buxton fueron testigos del secuestro. Ese mismo día la vivienda de su madre fue allanada sin orden judicial. Los secuestradores se llevaron de la casa de la familia Zieschank sus valores y efectos personales.

## Esfuerzos en su favor
Todas las gestiones de la familia Zieschank para lograr la liberación de Claus, o su puesta a disposición ante un Tribunal competente fueron infructuosas. Ana María Gmoser viuda de Zieschank, madre de Claus, solicitó ayuda a la embajada y al gobierno de Alemania Federal. En julio de 1976, participó en una huelga de hambre organizada en el Marktplatz de la ciudad de Bonn para demandar la ayuda efectiva del gobierno de la República Federal de Alemania y lograr la liberación de Claudio Zieschank. Allí fue acompañada por activistas de la solidaridad con América Latina, entre ellos Tom Koenigs, quien tres décadas después sería nombrado Encargado de Derechos Humanos en el Ministerio Alemán de Relaciones Exteriores. Mediante la huelga de hambre la madre de Claus intentaba lograr una reunión con el ministro alemán de Relaciones Exteriores, Hans Dietrich Genscher, quien por "falta de tiempo" se negó a recibirla. Así lo informó ella en una conferencia de prensa el 21 de julio de 1976 en Bonn, acompañada por varios militantes de la "Iniciativa por la liberación de Claus Zieschank".
El 7 de agosto de 1976 el entonces general Jorge Rafael Videla, presidente de la Junta Militar de Gobierno de Argentina escribió una carta al Canciller de Alemania, Helmut Schmidt, en respuesta a la carta que este le había enviado el 7 de julio de 1976, y le informó que no se podía aclarar el paradero de Claus Zieschank y que existían rumores de que podría haber muerto en un accidente automovilístico en los Andes.
Posteriormente aparecerían testigos que declararon en Argentina y en Francia que Claus Zieschank se hallaba preso durante el mes de abril y principios de mayo de 1976 en un centro clandestino del Servicio de Inteligencia del Estado, SIDE 128, donde era conocido como "el alemán". Uno de los sobrevivientes de ese centro clandestino de detención, más tarde testigo contra la dictadura, fue liberado por la intervención rápida de un familiar militar. Poco después, a invitación de Amnistía internacional ese testigo viajó a Bonn, donde en una conferencia de prensa ofreció detalles sobre el cautiverio en que se hallaba Claus Zieschank en el centro SIDE 128.

## Homicidio y hechos posteriores
El 27 de mayo de 1976 el cadáver de Claus Zieschank fue hallado a orillas del Río de la Plata, cerca de Quilmes, juntamente con el de Héctor René Navarro. Ambos tenían ataduras de alambre en las manos y los dos fueron enterrados como NN (No identificados). Las investigaciones sobre estos restos humanos hallados casualmente fueron asumidas por el juzgado penal N° 7, Secretaría 14 de La Plata, bajo el expediente número 42.414. Los restos humanos fueron investigados por científicos alemanes quienes lograron identificar el cadáver de Claus Zieschank. Así se  confirmó la práctica de lanzar cadáveres al Río de la Plata para borrar evidencias de los crímenes de la dictadura militar.

## Actuación de la justicia alemana
La Coalición contra la Impunidad en Argentina, con sede en Núremberg, denunció el 20 de marzo de 2000 a través de su abogado Konstantin Thun el caso del secuestro y homicidio de Claus Zieschank ante la justicia alemana.
En noviembre del 2003 tras haber comprobado el sistema de terror construido por la dictadura militar, el Tribunal Territorial de Núremberg a petición del Fiscal Superior de Núremberg y Fuerth Walter Grandpair emitió órdenes de captura internacional contra el expresidente de la Junta Militar Argentina Jorge Rafael Videla, el jefe de la Armada Argentina ex almirante Emilio Eduardo Massera, así como contra el exgeneral Guillermo Suárez Mason, por su responsabilidad en el homicidio de Claus Zieschank y de Elisabeth Kaesemann.